# HGÜ Qinghai–Tibet

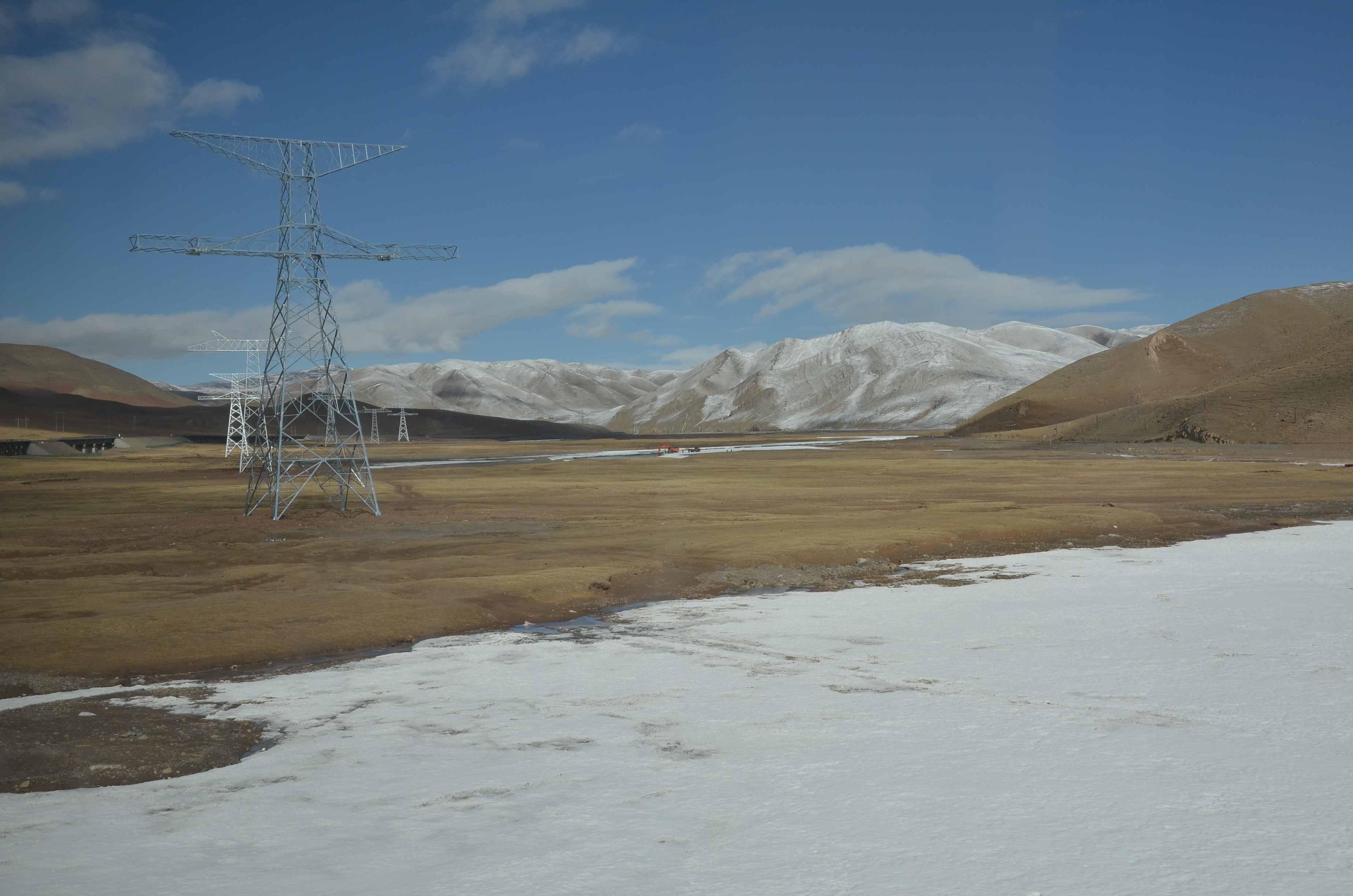
Die Freileitung Qinghai–Tibet, noch ohne Kabel (2011)

Die HGÜ Qinghai–Tibet ist eine 1038 km lange HGÜ-Freileitung von Golmud (Ge’ermu) in der chinesischen Provinz Qinghai nach Lhasa in Tibet. Sie hat eine Übertragungsleistung von 1200 MW bei einer Betriebsspannung von 500 kV. Die HGÜ Qinghai–Tibet erreicht an ihrem höchsten Punkt eine Höhe von 5300 Metern.